# Schmidt (cráter)

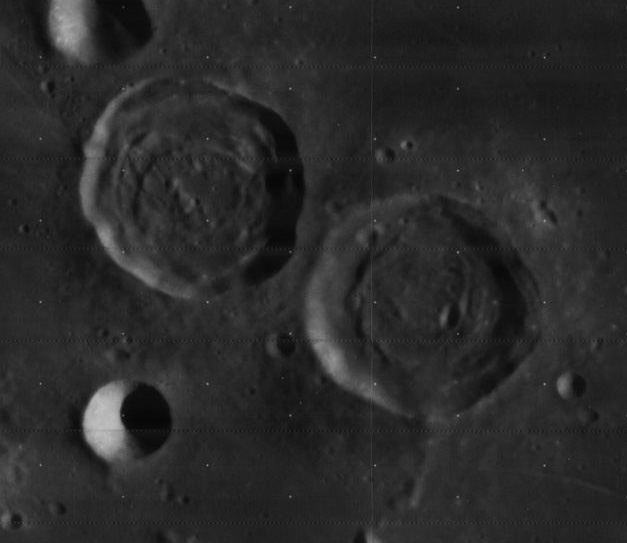
Fotografía de la misión Lunar Orbiter 4 (1967)

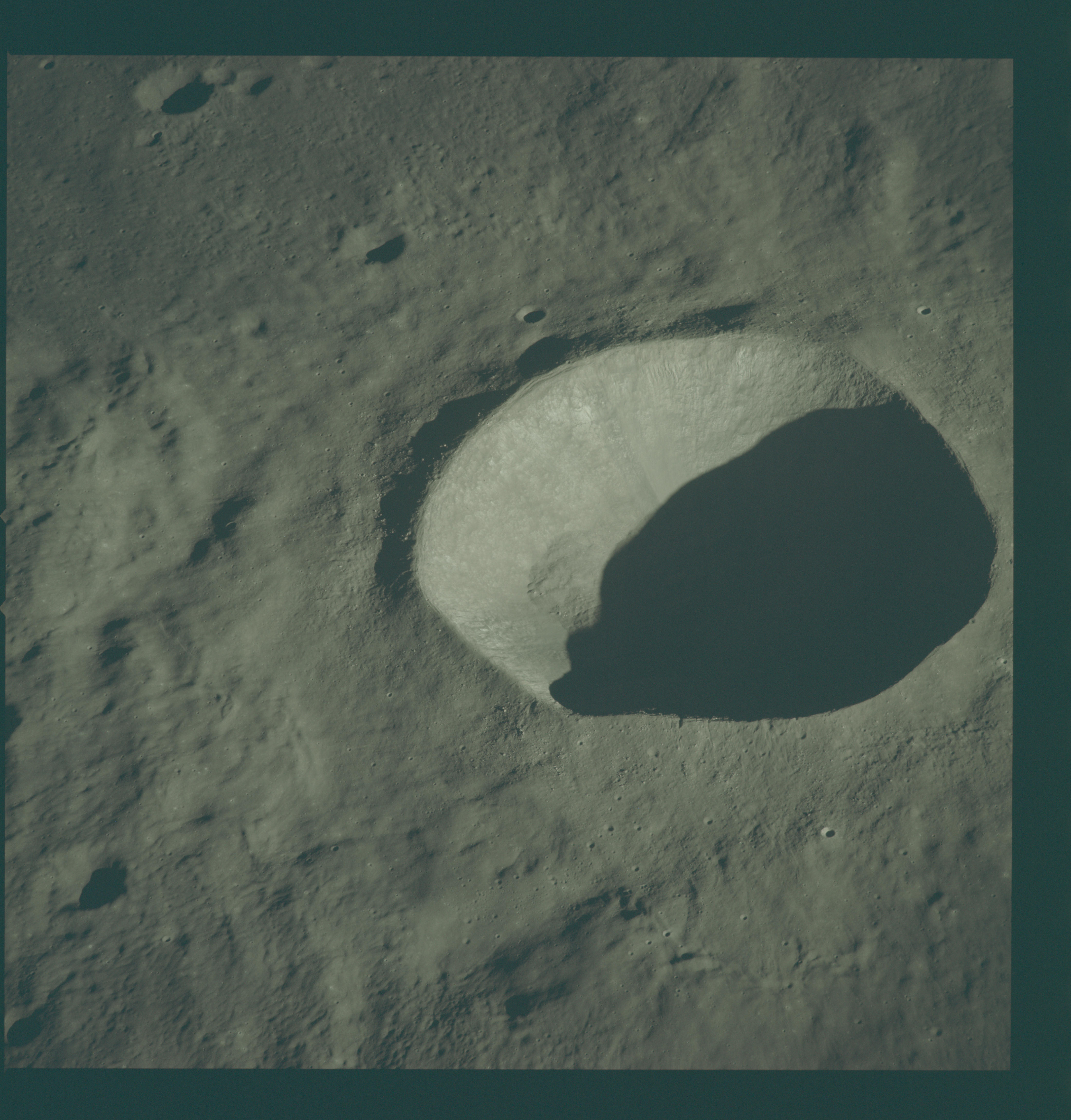
Otra imagen tomada desde el Apolo 10

Schmidt es un pequeño cráter de impacto lunar que se encuentra cerca del borde suroeste del Mare Tranquillitatis, al suroeste de la pareja de cráteres formada por Ritter-Sabine.
|  |

Esta formación es circular y con forma de cuenco, con poca apariencia de desgaste debido a impactos posteriores. El interior tiene un albedo más alto que el terreno circundante, dándole un aspecto más claro. El exterior se compone de un terreno ondulado con muchas rocas, que alcanzan los 100 m de diámetro o más.